# Daniel Richardsson
Jan Olof Daniel Richardsson (Hudiksvall, 15 marzo 1982) è un fondista svedese.
Nelle liste FIS è registrato anche come Daniel Rickardsson.

## Biografia

### Stagioni 2002-2007
Nato a Njutånger di Hudiksvall, Richardsson ha debuttato in campo internazionale ai Mondiali juniores di Schonach im Schwarzwald nel 2002, senza conseguire risultati di rilievo.
In Coppa del Mondo ha esordito il 23 marzo 2003 nella staffetta 4 x10 km disputata a Falun (14°); fino a tutta la stagione 2006-2007 ha gareggiato solo sporadicamente alla Coppa del Mondo, prendendo parte principalmente a gare FIS, di Scandinavian Cup o nazionali. Nel massimo circuito internazionale ha ottenuto il primo piazzamento nelle prime dieci posizioni nella staffetta 4x10 km di Falun del 20 marzo 2005 (8°).

### Stagioni 2008-2010
Dalla stagione 2007-2008 ha iniziato a competere regolarmente in Coppa del Mondo; ha ottenuto il primo podio il 23 novembre 2008 nella staffetta di Gällivare (2°), risultato bissato due settimane dopo a La Clusaz. Ai Mondiali di Liberec del 2009, sua prima partecipazione iridata, ha ottenuto come miglior risultato il 6º posto nella staffetta.
Nella stagione 2009-2010 ha conseguito il primo successo nel circuito della Coppa del Mondo, vincendo la tappa di Dobbiaco del Tour de Ski 2010 (10 km a tecnica classica). Ai XXI Giochi olimpici invernali di Vancouver 2010, in Canada, ha partecipato a quattro gare. Nella 15 km a tecnica libera ha chiuso al 22º posto e nell'inseguimento 15 km + 15 km al 23º. Il 24 febbraio, nella staffetta 4x10 km, è stato schierato in prima frazione e ha mantenuto la sua nazionale nel gruppo di testa, posizione che sarebbe stata confermata dai compagni Johan Olsson e Anders Södergren; gli ultimi 10 km, coperti da Marcus Hellner, hanno portato la Svezia sul gradino più alto del podio. Nell'ultima gara, la 50 km a tecnica classica, Richardsson è giunto al traguardo in settima posizione.

### Stagioni 2011-2020
Il 21 novembre 2010 ha conseguito la prima vittoria in Coppa, nella staffetta di Gällivare, ha chiuso al terzo posto il Nordic Opening di Kuusamo e a fine stagione è risultato terzo nella classifica generale e secondo in quella di distanza. Ai Mondiali di Oslo del 2011 ha vinto la medaglia d'argento nella staffetta, bissata due anni dopo nell'edizione di Val di Fiemme 2013.
Ai XXII Giochi olimpici invernali di Soči 2014 ha vinto l'oro nella staffetta e il bronzo nella 15 km e si è classificato 8° nella 50 km e 7º nello skiathlon; l'anno dopo ai Mondiali di Falun ha vinto la medaglia d'argento nella staffetta, è stato 13º nella 15 km e 9º nella 50 km. Ai successivi Mondiali di Lahti 2017 ha vinto la medaglia di bronzo nella staffetta e si è classificato 13º nella 15 km e 23º nello skiathlon.  Ai XXIII Giochi olimpici invernali di Pyeongchang 2018 si è classificato 11º nella 15 km, 7º nella 50 km, 14º nello skiathlon e 5° nella staffetta; l'anno successivo ai Mondiali di Seefeld in Tirol è stato 21º nella 15 km, 15º nella 50 km e 15º nello skiathlon.

## Palmarès

### Olimpiadi
- 3 medaglie:
  - 2 ori (staffetta a Vancouver 2010; staffetta a Soči 2014)
  - 1 bronzo (15 km a Soči 2014)

### Mondiali
- 4 medaglie:
  - 3 argenti (staffetta a Oslo 2011; staffetta a Val di Fiemme 2013; staffetta a Falun 2015)
  - 1 bronzo (staffetta a Lahti 2017)

### Coppa del Mondo
- Miglior piazzamento in classifica generale: 3º nel 2011
- 14 podi (6 individuali, 8 a squadre):
  - 3 vittorie (2 individuali, 1 a squadre)
  - 7 secondi posti (2 individuali, 5 a squadre)
  - 4 terzi posti (2 individuali, 2 a squadre)

#### Coppa del Mondo - vittorie
| Data             | Luogo     | Paese    | Disciplina                                                |
| ---------------- | --------- | -------- | --------------------------------------------------------- |
| 21 novembre 2010 | Gällivare | Svezia   | 4x10 km (con Mats Larsson, Johan Olsson e Marcus Hellner) |
| 19 febbraio 2011 | Drammen   | Norvegia | 15 km TC                                                  |
| 8 marzo 2014     | Oslo      | Norvegia | 50 km TL MS                                               |

Legenda:

TC = tecnica classica

TL = tecnica libera

MS = partenza in linea

#### Coppa del Mondo - competizioni intermedie
- 4 podi di tappa:
  - 1 vittoria
  - 3 terzi posti

##### Coppa del Mondo - vittorie di tappa
| Data           | Località | Nazione | Competizione | Disciplina |
| -------------- | -------- | ------- | ------------ | ---------- |
| 7 gennaio 2010 | Dobbiaco | Italia  | Tour de Ski  | 10 km TC   |

Legenda:

TC = tecnica classica

TL = tecnica libera

## Riconoscimenti
- Medaglia d'oro dello Svenska Dagbladet 2010